# Myrcia moctezumae
Myrcia moctezumae là một loài thực vật có hoa trong Họ Đào kim nương.